# Čeradice (Klobuky)
Čeradice (Duits: Tscheraditz of Scheraditz) is een Tsjechische plaats in de gemeente Klobuky in de regio Midden-Bohemen en maakt deel uit van het district Kladno.
Čeradice telt 70 inwoners (2021).

## Etymologie
De naam van het dorp is afgeleid van de term Čerad en betekent dorp van de mensen van Čerad. In historische bronnen komt de naam van het dorp voor in de volgende vormen: de Czeradicz (1318), Czeradycz (1345), in Wczeradicz (1371), in villa Czeradiczich (1381), de Czieradicz (1462) en Cžeradycze (1707).

## Geschiedenis
De eerste schriftelijke vermelding van Čeradice dateert van 1318, toen het dorp toebehoorde aan Radim van Czeradic. In 1345 werd een deel van het dorp aangekocht door het Sint-Georgklooster van Praag; het andere deel bleef toebehoren aan lokale edellieden. Een van hen was Zdislav Telec, die voor het eerst in 1363 in Čeradice vermeld werd. Sommige edellieden van de kleine adel woonden in de vesting, die voor het eerst werd genoemd in 1380. De vesting behoorde toe aan een hof dat eigendom was van Ješek z Len en Markéta z Katusic, die in 1380 werden opgevolgd door Maříček z Čeradic. Andere delen van het dorp behoorden toe aan de pastoor Jan Mikšík z Kobylník, die rond 1382 overleed. Andere eigenaren waren onder andere Ješek van Čeradice (1394) en Petr Zubák van Čeradice (1392-1409).
In 1426 behoorde het heerlijke deel van het dorp toe aan Jan Stupka van Čeradice. Het kerkelijke eigendom kwam na de Hussietenoorlogen in handen van Hořešovice. In de tweede helft van de 15e eeuw ontstond de familie Čeradský z Čeradic, waarvan wordt aangenomen dat Vojslav z Čeradic de voorvader was, die het dorp in 1485 bezat. In het eerste kwart van de 16e eeuw bestond Čeradice uit een dorp, vesting en een aantal verlaten erven in. In 1530 verkocht Jindřich Čeradský het hele dorp aan Albrecht Meidl van Stuhnice.
In de vĳftig daaropvolgende jaren bleef het stil. Pas in 1585 dook Čeradice weer op bronnen, toen de Boheemse Provinciale Rechtbank Jindřich Brozanský van Vřesovice dwong om Čeradice over te dragen aan Anna Potštejnská van Kralovice. Ook werd beslist dat de dorps- en erfgrenzen moesten worden vastgelegd in de zemské desky, de voorloper van het kadaster. Anna Potštejnská van Kralovice was getrouwd met William Žampach van Potštejn, die Čeradice in 1590 verkocht aan Bernard Elsnic van Elsnic. De nieuwe eigenaar annexeerde de boerderij bij Kobylníky. De vesting werd in de daaropvolgende jaren langzaam maar zeker afgebroken.
In 1620 werd Čeradice verdeeld over de twee zonen van van Elsnic, maar kort daarna werd hun bezit geconfisqueerd vanwege de deelname van hun vader aan de Boheemse opstand. Enige tijd later behoorde een deel van Čeradice toe aan Zlonice en een ander deel aan Vraný.
Sinds 1960 is Čeradice onderdeel van de gemeente Klobuky.

## Bezienswaardigheden
- Sint-Johannes van Nepomukkapel;
- Beschermd natuurgebied Bohouškova skalka.

## Galerij

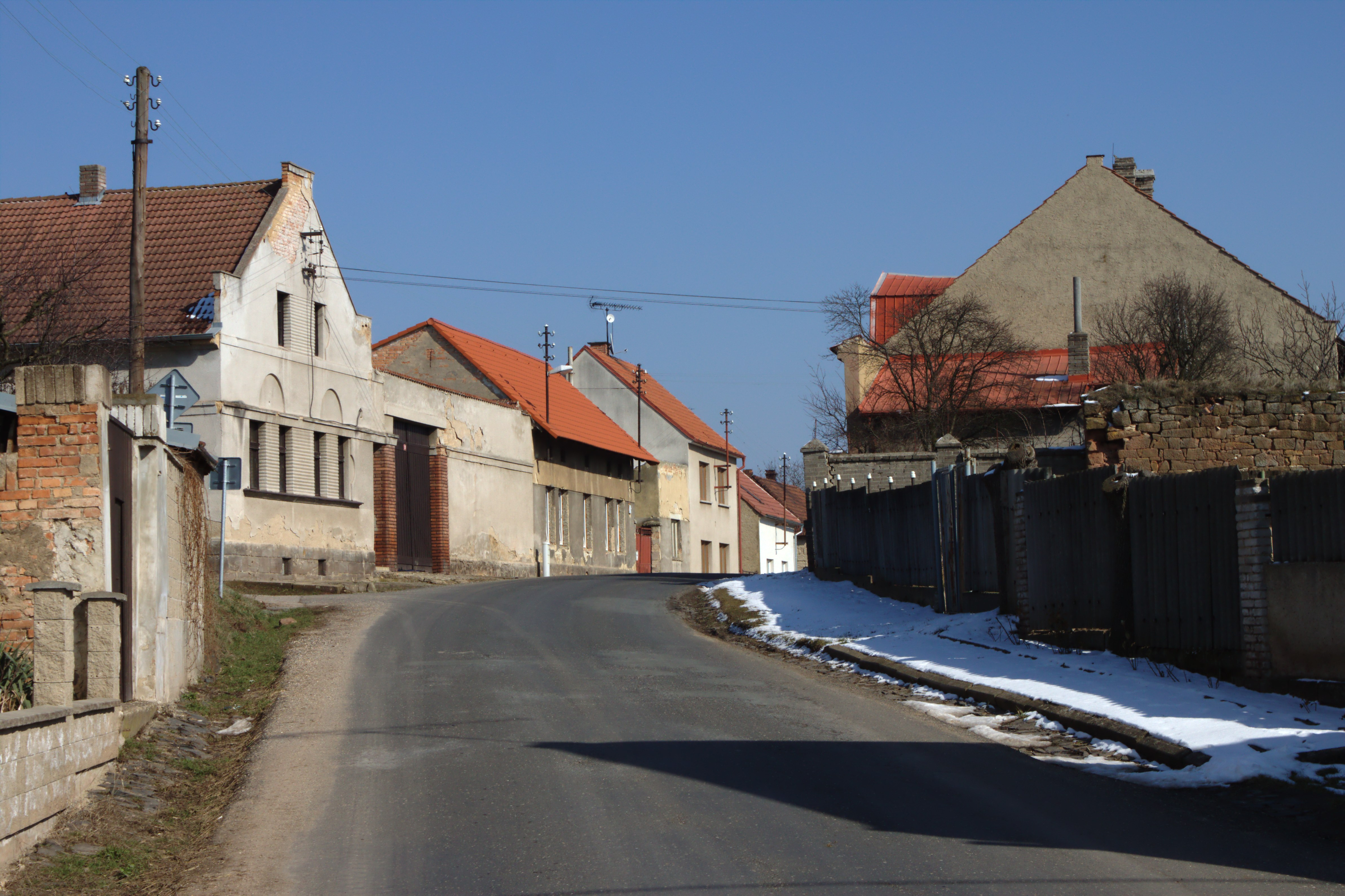
Straat in Čeradice
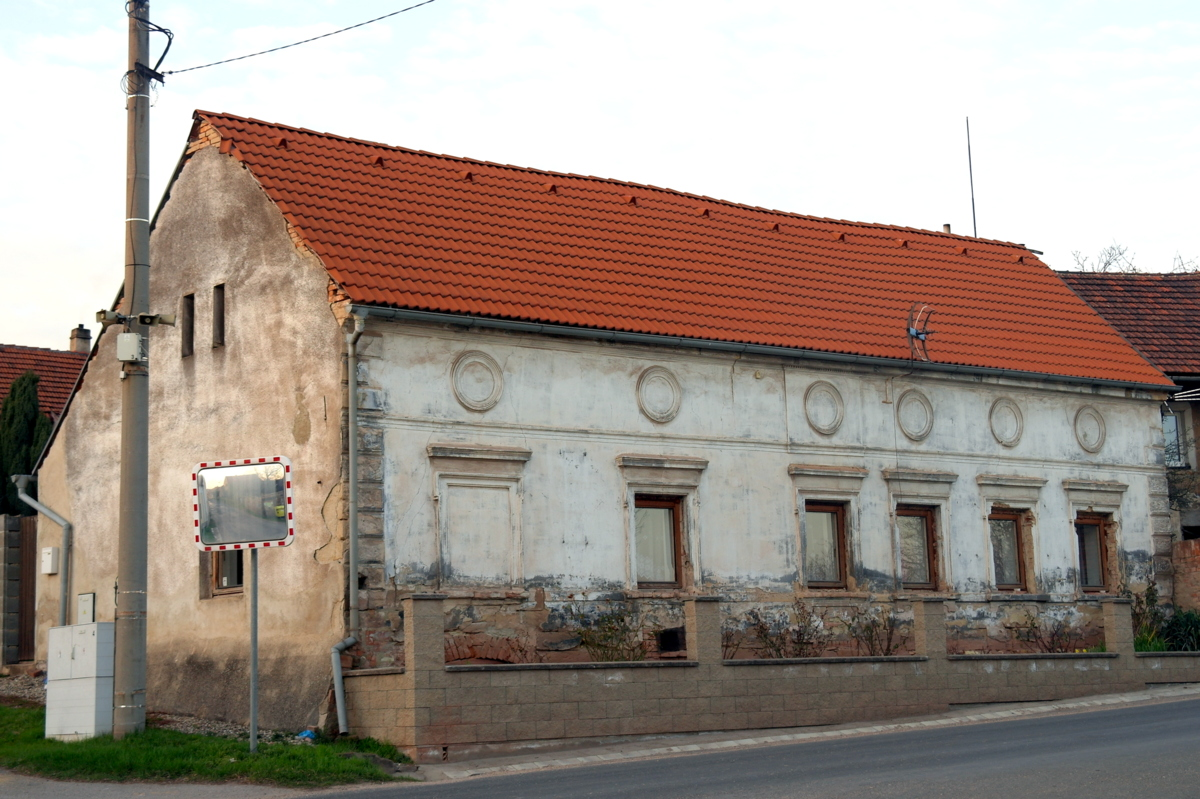
Huis in Čeradice
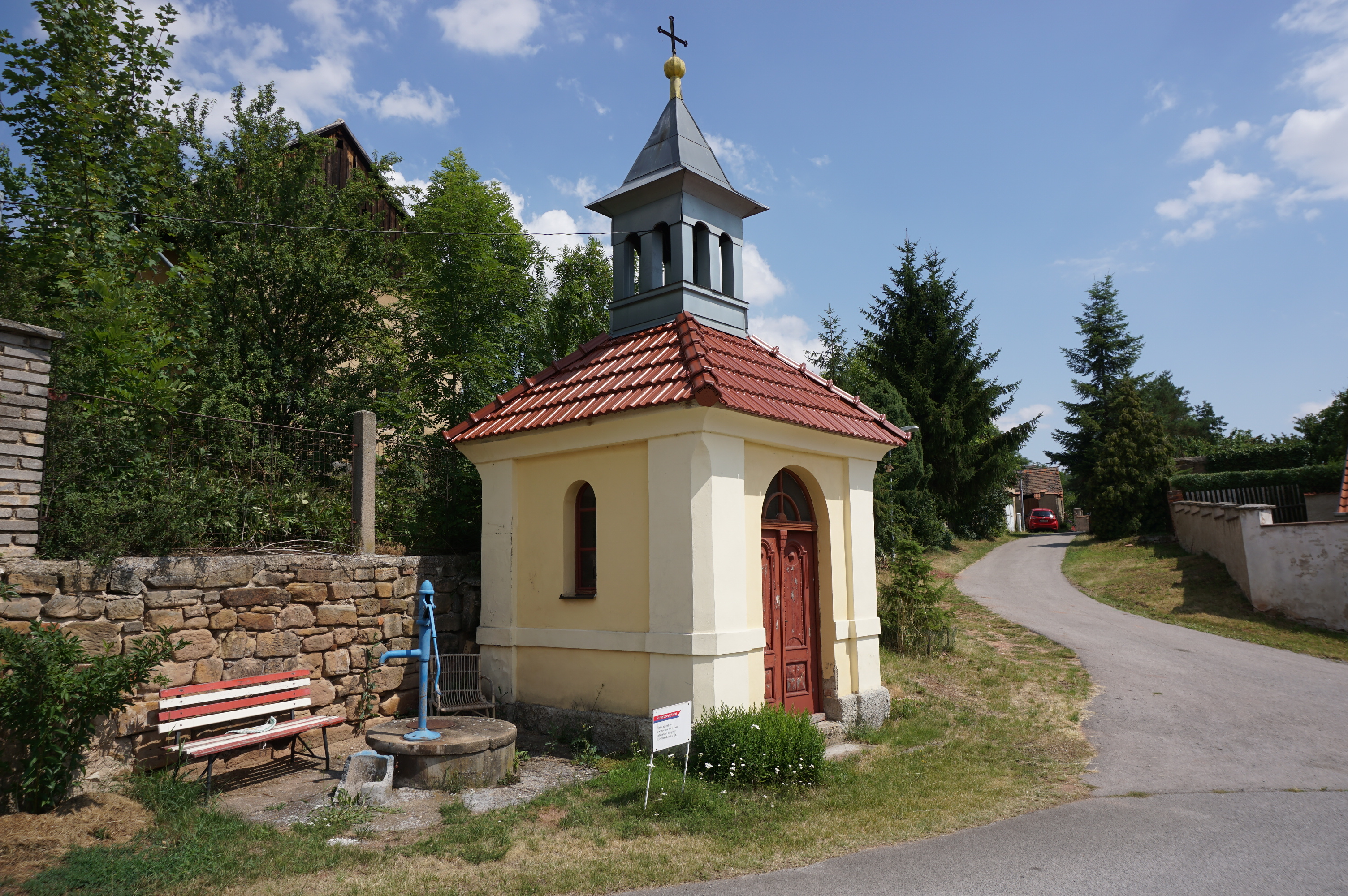
Sint-Johannes van Nepomukkapel
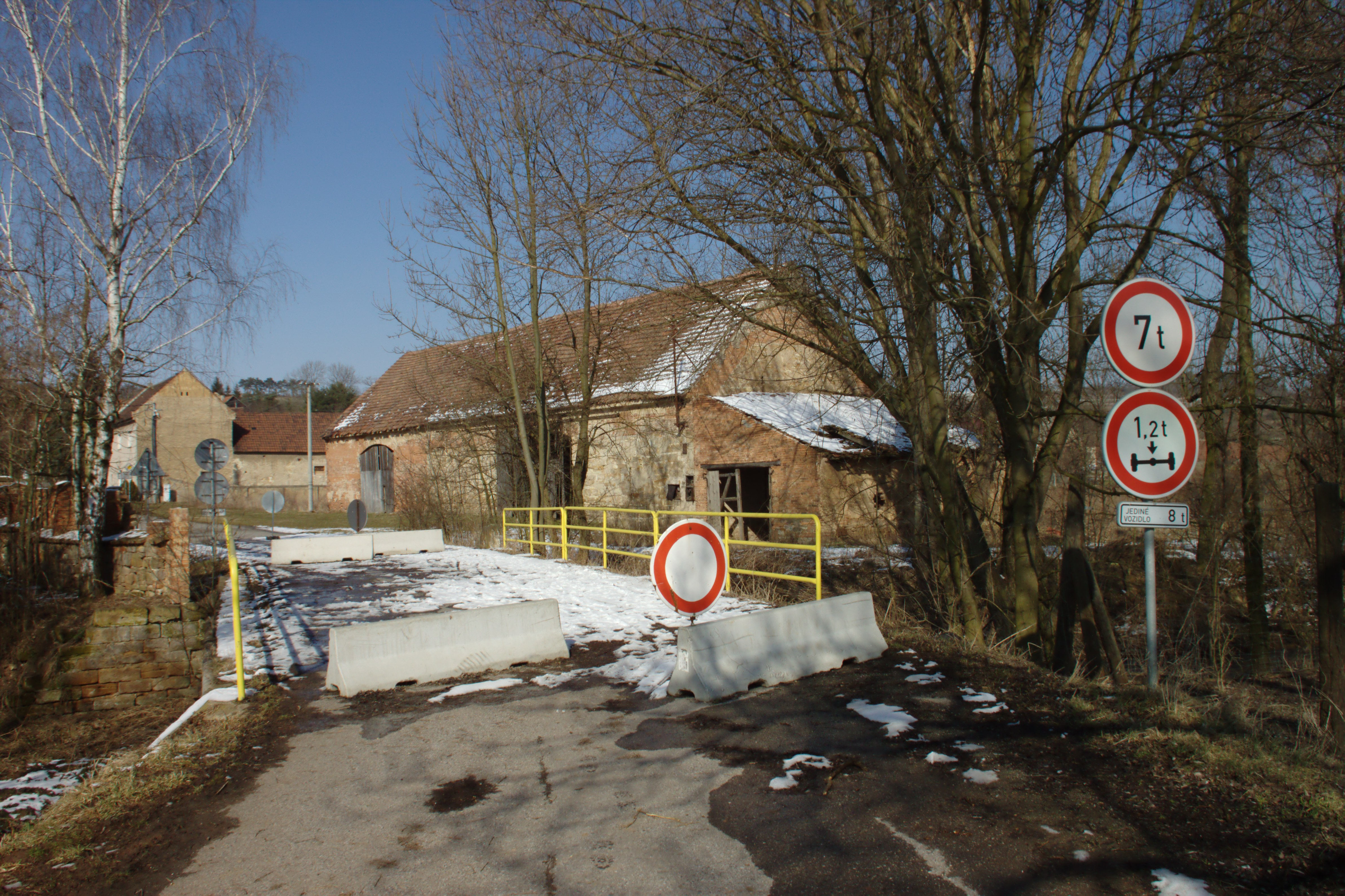
Brug in Čeradice
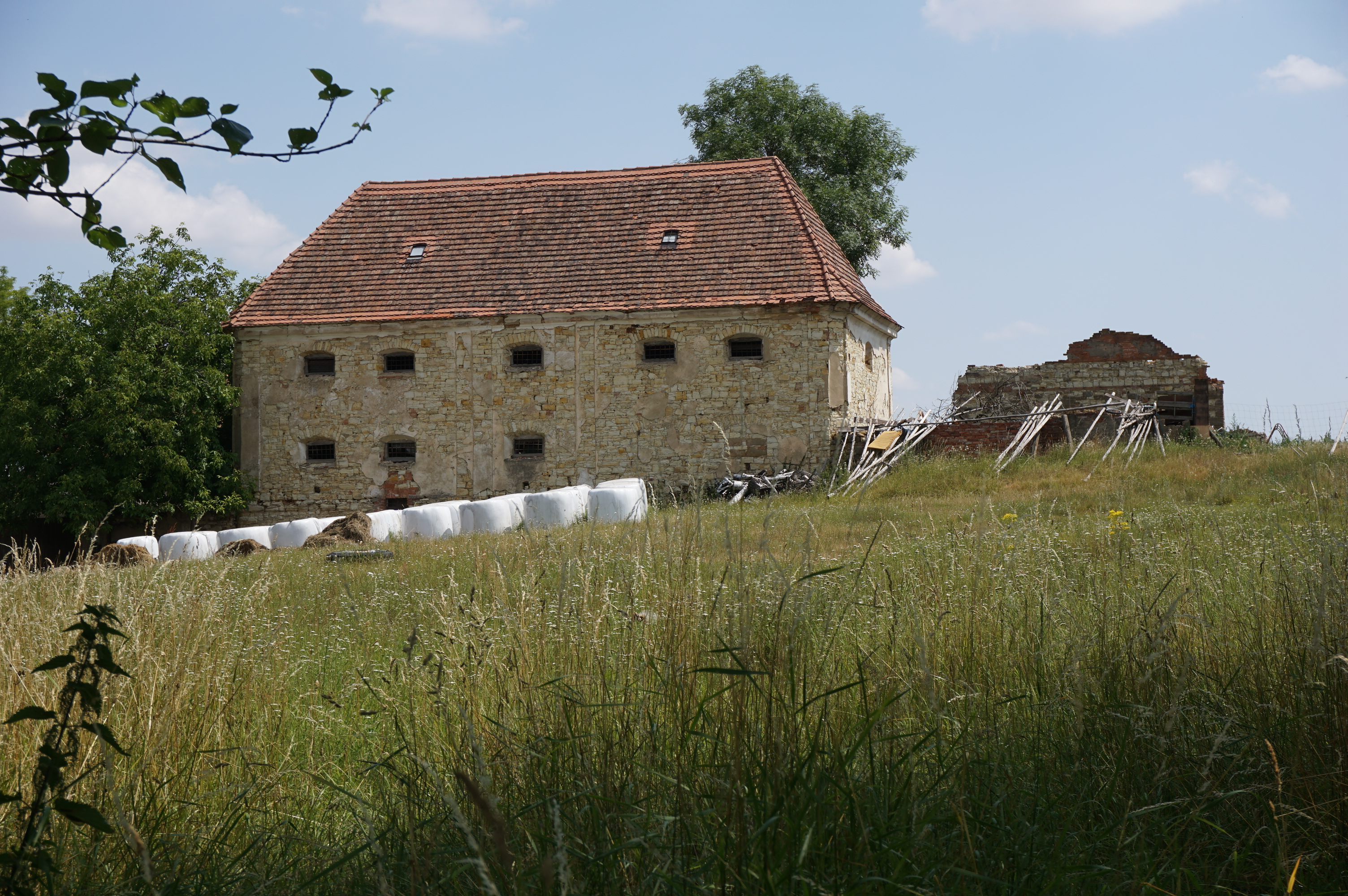
Historische boerderĳ in het dorp